# Do the Motion
Do the Motion – szesnasty singel koreańskiej piosenkarki BoA. Singel został wydany 30 marca 2005 roku.
Singel znajduje się na albumie Outgrow.

## Lista utworów
- CD singel, CD maxi-singel (30 marca 2005)[1]

1. „Do The Motion” – 4:16
2. „With” U – 3:45
3. キミのとなりで – 5:09
4. „Do The Motion” (TV Mix) – 4:16
5. „With U” (TV Mix) – 3:44
6. キミのとなりで (TV Mix) – 5:08

## Notowania na Listach przebojów
| Kraj    | Lista (2005) | Najwyższa pozycja |
| ------- | ------------ | ----------------- |
| Japonia | Top 20       | 3                 |